# Max von Gallwitz
Max Karl Wilhelm von Gallwitz (Breslavia, 2 maggio 1852 – Napoli, 18 aprile 1937) è stato un generale e politico tedesco.
Generale durante la prima guerra mondiale, servì sia sul fronte occidentale che su quello orientale.
All'inizio del conflitto Max von Gallwitz era comandante del corpo d'armata di riserva della Guardia prussiana schierato sul fronte occidentale, dove diresse con successo, durante la battaglia di Charleroi,  l'assedio della piazzaforte belga di Namur. Dopo la caduta, il 24 agosto, della città, il generale venne trasferito con il suo corpo d'armata ad est per rinforzare l'8ª Armata che, agli ordini del generale Paul von Hindenburg, era impegnata in aspri combattimenti contro l'Esercito imperiale russo.
Nel 1915 prese il comando del Gruppo d'armata Gallwitz (in seguito rinominato 12ª Armata) e partecipò all'offensiva in Galizia al fianco di Mackensen che comandava l'11ª Armata; per le sue capacità di comando e pianificazione ricevette nell'occasione la decorazione Pour le Mérite (24 luglio 1915). Alla fine del 1915 succedette a Mackensen al comando dell'11ª Armata e quindi condusse la campagna contro la Romania. Nel 1916 Gallwitz tornò nuovamente al fronte occidentale, prima a Verdun, quindi al comando della 2ª Armata, sulla difensiva nella battaglia della Somme. Dal 1916 al 1918 comandò la 5ª Armata, il cui impiego più importante avvenne contro gli statunitensi nella battaglia di Saint-Mihiel.
Dopo il ritiro dal servizio attivo Gallwitz fu deputato al Reichstag (1920-1924) per il Partito Popolare Nazionale Tedesco.

## Onorificenze

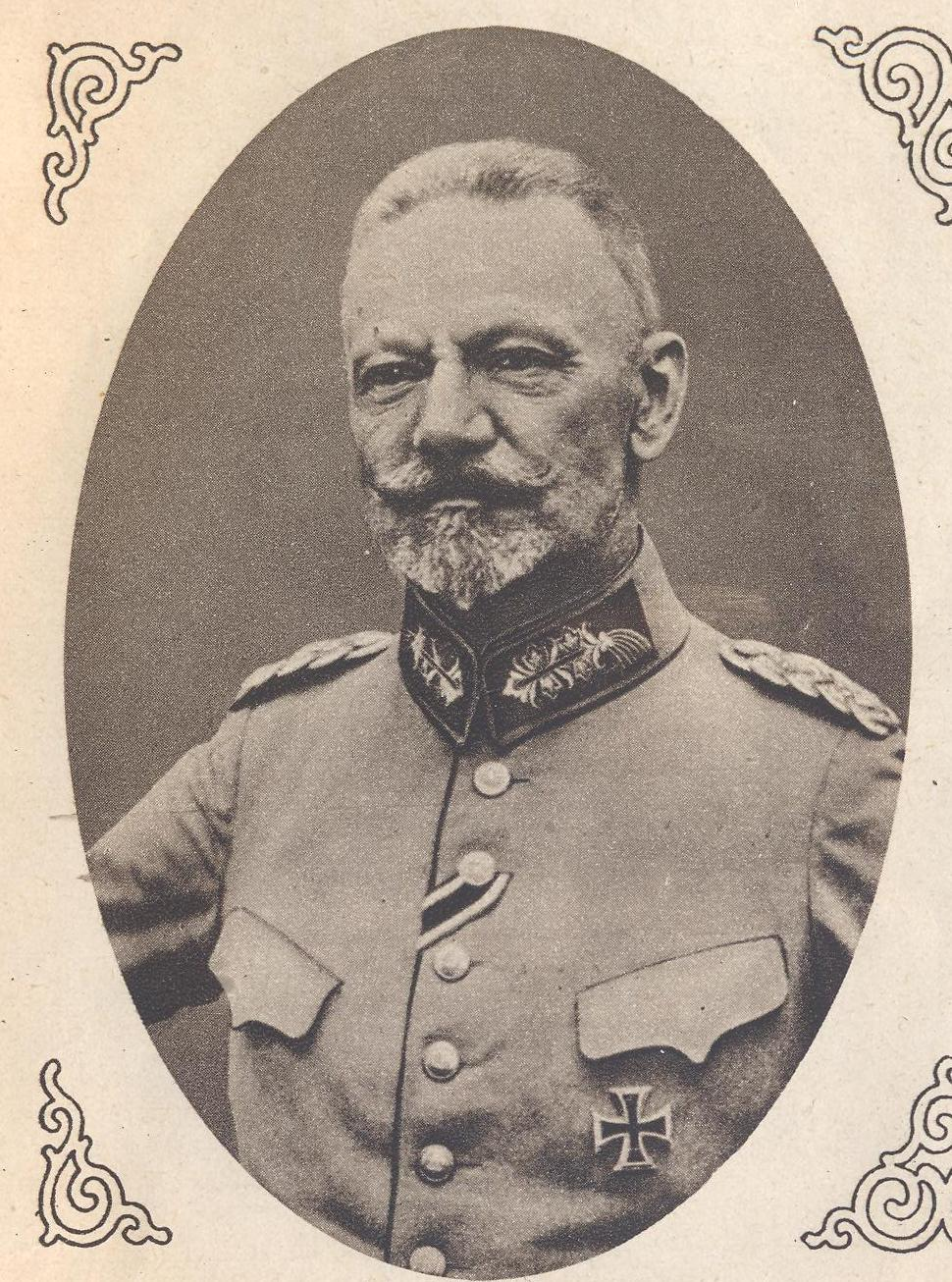
Max von Gallwitz, 1915